# Santa Claus (Georgia)
Santa Claus es una ciudad ubicada en el condado de Toombs en el estado estadounidense de Georgia. En el año 2000 tenía una población de 250 habitantes.

## Geografía
Santa Claus se encuentra ubicada en las coordenadas 32°10′15″N 82°19′52″O / 32.17083, -82.33111 (32.170863, -82.331129).
Según la Oficina del Censo, la localidad tiene un área total de 0,5 km² (0,2 mi²), de la cual 0,5 km² (0,2 mi²) es tierra y 0 km² (0 mi²) (0.00%) es agua.

## Demografía
Según la Oficina del Censo en 2000 los ingresos medios por hogar en la localidad eran de $28,750, y los ingresos medios por familia eran $32,857. Los hombres tenían unos ingresos medios de $27,250 frente a los $15,750 para las mujeres. La renta per cápita para la localidad era de $13,669. 